# Déposez les colts
Pour plus de détails, voir Fiche technique et Distribution.
Déposez les colts (Posate le pistole, reverendo) est un western spaghetti italien sorti en 1972, réalisé par Leopoldo Savona.

## Synopsis
Slim, un pistolero, s'attache à un pizzaiolo italien itinérant, Geremia, et à ses filles, pour essayer de dérober à un banquier son trésor caché.

## Fiche technique
Sauf indication contraire, les informations mentionnées dans cette section peuvent être confirmées par la base de données cinématographiques IMDb,  présente dans la section « Liens externes ».
- Titre français : Déposez les colts ou Bas le pistolet révérendo ![1]
- Titre original italien : Posate le pistole, reverendo
- Genres : Western spaghetti, comédie
- Réalisation : Leopoldo Savona
- Scénario : Aldo Marcovecchio (sous le pseudo de Norbert Blake), Leopoldo Savona
- Production : Agata Film
- Photographie : Romano Scavolini
- Montage : Otello Colangeli
- Musique : Coriolano Gori
- Maquillage : Lucia La Porta
- Année de sortie : 1972
- Durée : 85 minutes
- Langue : italien
- Pays de production :  Italie
- Distribution en Italie : Indipendenti Regionali
- Date de sortie en salle en France : 11 avril 1974[1]

## Distribution
Sauf indication contraire, les informations mentionnées dans cette section peuvent être confirmées par la base de données cinématographiques IMDb,  présente dans la section « Liens externes ».
- Mark Damon : Slim
- Pietro Ceccarelli (it) : Geremia
- Veronika Korosec : Lucy
- Rosario Borelli (sous le pseudo de Richard Melvill) : Barney Solvey
- Giovanna Di Bernardo : Mary
- Amerigo Castrighella : Albert
- Ugo Fangareggi : le sacristain
- Enzo Maggio : le docteur